# Punta del Tatà
La Punta del Tatà és una muntanya de 651 metres que es troba entre els municipis de Juncosa i la Pobla de Cérvoles, a la comarca catalana de les Garrigues.